# Arthur Rollini

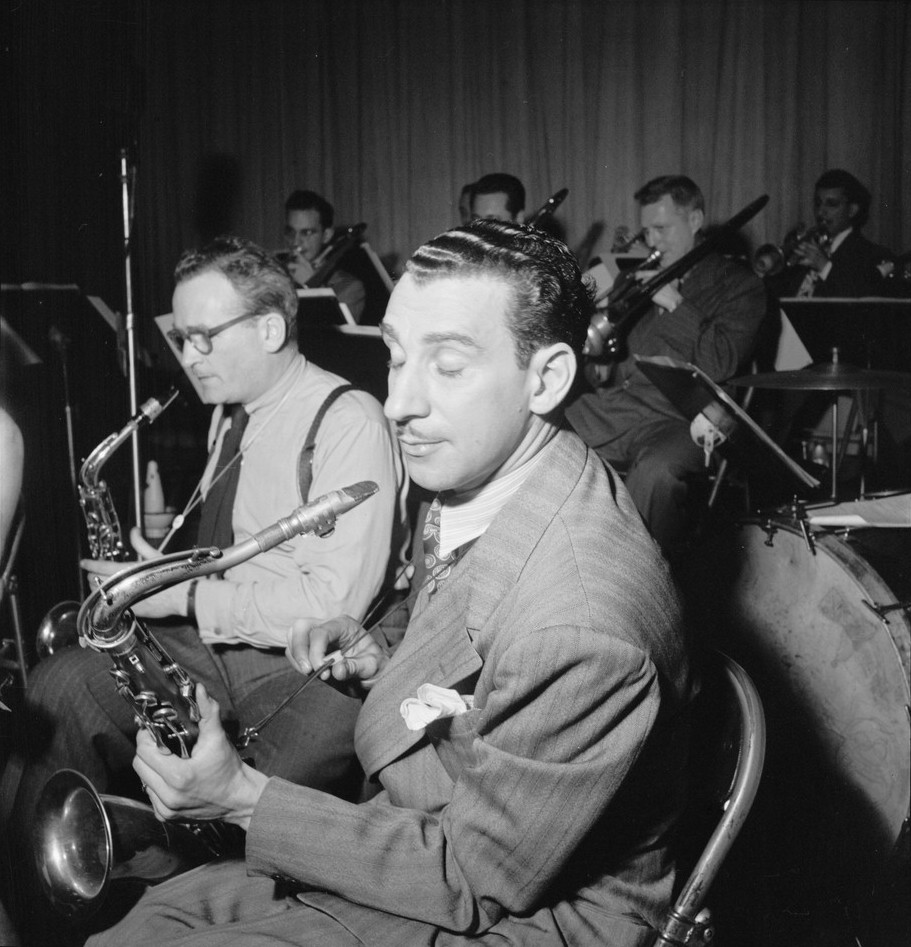
Arthur Rollini (vorne), Sidney Stoneburn und Vernon Brown, Museum of Modern Music program, ABC studio, New York City, ca. Mai 1947. Foto William P. Gottlieb.

Arthur Francis Rollini (* 13. Februar 1912 in New York City; † 30. Dezember 1993 in Florida) war ein amerikanischer Jazz- und Unterhaltungsmusiker (Tenorsaxophon und Klarinette).

## Leben und Wirken
Rollini entstammte einer Musikerfamilie und wuchs in Larchmont (USA, New York) auf. Der Multiinstrumentalist Adrian Rollini war sein älterer Bruder. 1929 spielte er in England bei Fred Elizalde, um dann bei den California Ramblers und bei Paul Whiteman zu arbeiten. Von 1934 bis 1939 war er Mitglied der Band von Benny Goodman, dann bei Richard Himber und 1941 bis 1942 bei Will Bradley beschäftigt. Von 1943 bis 1958 war er als Studiomusiker bei der American Broadcasting Company angestellt, nahm in dieser Zeit zumeist Tanzmusik auf und wirkte anschließend gelegentlich bei Clubauftritten mit.
Er ist auf Schallplattenaufnahmen mit der Band von Wingy Manone, Adrian Rollini (1933/34), Benny Goodman, Joe Venuti (1935), Lionel Hampton (1937), Harry James (1938), Louis Armstrong (1945) und Brad Gowans (1946) zu hören. 1939 wirkte er in einer All Stars-Band von Goodman, Bunny Berigan und Jack Teagarden mit („Blue Lu“).
1987 erschien seine Autobiographie Thirty Years With the Big Bands.

## Lexigraphische Einträge
- Carlo Bohländer, Karl Heinz Holler: Reclams Jazzführer (= Reclams Universalbibliothek. Nr. 10185/10196). Reclam, Stuttgart 1970, ISBN 3-15-010185-9.
- Leonard Feather, Ira Gitler: The Biographical Encyclopedia of Jazz. Oxford University Press, New York 1999, ISBN 0-19-532000-X.